# Selve

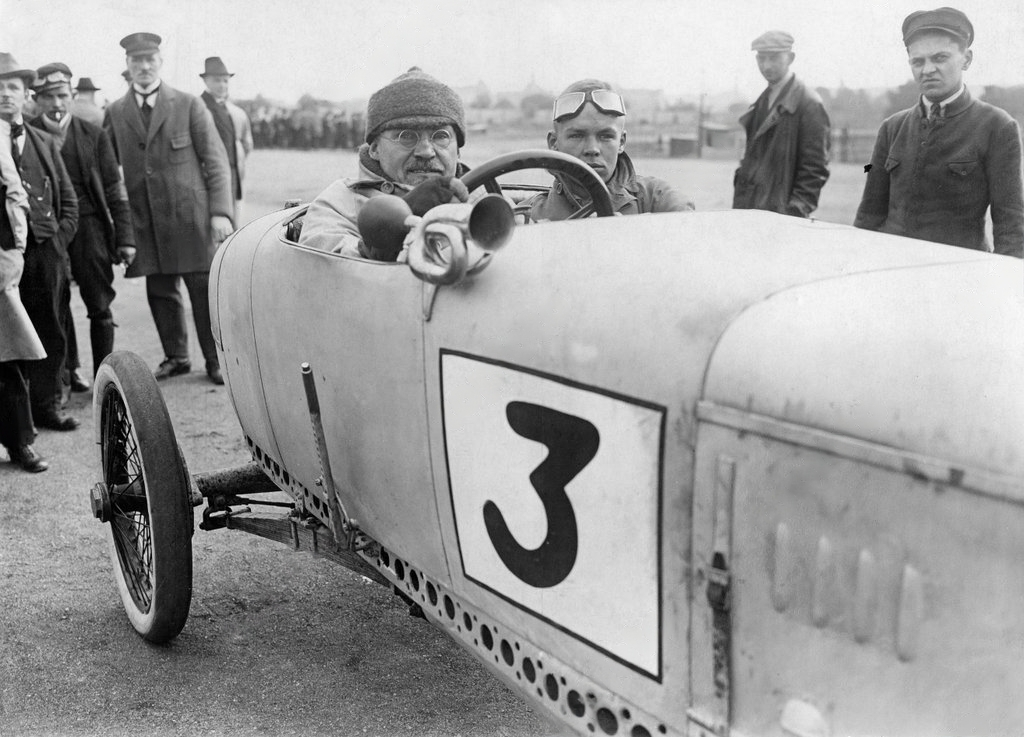
Ernst Lehmann in einem Selve-Rennwagen (1921)

Als Selve Automobilwerke firmierte ein deutsches Unternehmen, das 1919 in der Rechtsform einer Gesellschaft mit beschränkter Haftung als Kraftfahrzeughersteller entstand und Ende 1921 in eine Aktiengesellschaft umgewandelt wurde. Sein Sitz war zunächst in Hameln und wurde später nach Altena im märkischen Sauerland verlegt. Die Produktion wurde 1929 eingestellt, das Unternehmen ging 1934 in Konkurs.

## Unternehmensgeschichte
Das Unternehmen entstand 1919, als Walther von Selve die Norddeutsche Automobilwerke GmbH in Hameln kaufte und umbenannte. Formal selbständig, gehörte es organisatorisch mit den Motorenwerken Basse & Selve in Altena zu der von Gustav Selve gegründeten Unternehmensgruppe der Familie Selve.
Unter der Führung von Direktor Ernst Lehmann stellte man zunächst Mittelklasse-Kraftwagen konventioneller Bauart mit 4-Zylinder-Motoren her. Es kamen nur Motoren von Basse & Selve zum Einbau. Diese Motoren wurden von Walther von Selve entwickelt und waren die ersten Motoren mit Leichtmetall-Kolben (Aluminiumlegierung), die in Kraftfahrzeugen verwendet wurden. Zeitweise waren bis zu 700 Arbeiter und Angestellte beschäftigt. Ab 1927 ließ das Unternehmen die Mittelklasse hinter sich und verlegte sich auf Luxus-Limousinen und Pullman-Limousinen mit 6-Zylinder-Motoren. Der Absatz stagnierte jedoch, sodass mit einem von Paul Henze entwickelten sechsrädrigen Geländewagen Typ M mit Allradantrieb nach Lizenz der „Voran“ Automobilbau-AG der Einstieg in den Nutzfahrzeugmarkt versucht wurde. Doch schon vor dem Einsetzen der Weltwirtschaftskrise im Jahr 1929 wurde die Automobilproduktion ganz aufgegeben, eine Rolle spielte dabei anscheinend auch ein von Basse & Selve für die Fafnir-Werke AG produzierter, völlig misslungener 6-Zylinder-Lkw-Motor, der nicht nur für Fafnir das Ende bedeutete, sondern auch die Selve-Unternehmensgruppe in Schwierigkeiten brachte. Die Reparaturwerkstatt und der Ersatzteilverkauf des Unternehmens wurden noch einige Jahre fortgeführt.
Das Aktienkapital war bis 1932 auf 135.600 RM geschrumpft. Auf einen Beschluss der Hauptversammlung vom 15. Oktober 1932 hin wurde das Unternehmen in Deutsch-Asiatische Werke AG umfirmiert, über den geänderten Unternehmenszweck sind keine Einzelheiten bekannt, offenbar war ein Projekt Selves in China Grund dafür. Das Projekt zerschlug sich, und bereits ein Jahr später erfolgte eine erneute Umfirmierung in Deutsche Automobilwerke AG (Dawag). Die beabsichtigte Produktion neuer Pkw-Typen und eines neu entwickelten Motoren-Typs scheiterten aber an den sich im Verlauf der Weltwirtschaftskrise verschlechternden Rahmenbedingungen. Ende 1934 wurde das Konkursverfahren eröffnet, der Zeitpunkt der endgültigen Liquidation ist nicht bekannt.

## Pkw-Modelle
| Typ           | Bauzeitraum | Zylinder | Hubraum  | Leistung        | Vmax     |
| ------------- | ----------- | -------- | -------- | --------------- | -------- |
| 6/20 PS       | 1919–1921   | 4 Reihe  | 1570 cm³ | 20 PS (14,7 kW) | 70 km/h  |
| 8/30 PS       | 1920–1921   | 4 Reihe  | 2086 cm³ | 30 PS (22 kW)   | 90 km/h  |
| 6/24 PS       | 1921–1923   | 4 Reihe  | 1570 cm³ | 24 PS (17,7 kW) | 70 km/h  |
| 8/32 PS       | 1922–1925   | 4 Reihe. | 2086 cm³ | 32 PS (23,5 kW) | 90 km/h  |
| 8/40 PS Sport | 1923–1925   | 4 Reihe  | 2091 cm³ | 40 PS (29 kW)   | 100 km/h |
| 9/36 PS       | 1926–1927   | 4 Reihe  | 2360 cm³ | 36 PS (26,5 kW) | 83 km/h  |
| 11/45 PS      | 1927        | 6 Reihe  | 2850 cm³ | 45 PS (33 kW)   | 90 km/h  |
| 12/50 PS      | 1928        | 6 Reihe  | 3096 cm³ | 50 PS (37 kW)   | 90 km/h  |
| Selecta       | 1929        | 6 Reihe  | 3096 cm³ | 50 PS (37 kW)   | 90 km/h  |

## Fotos

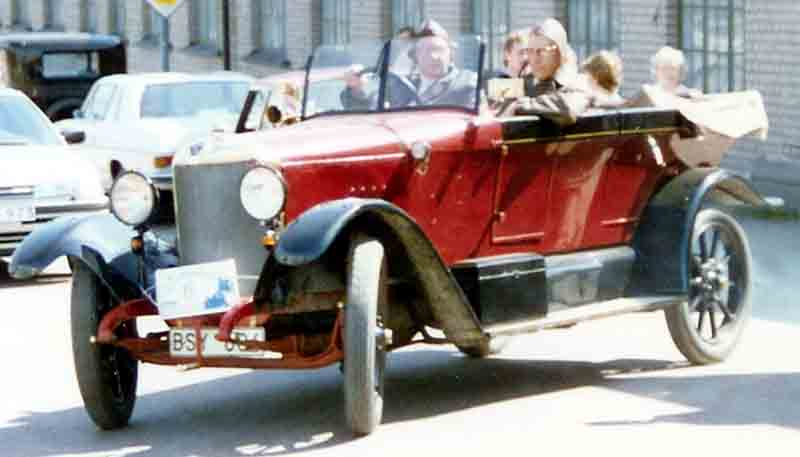
Selve SL 6/24PS (1920)
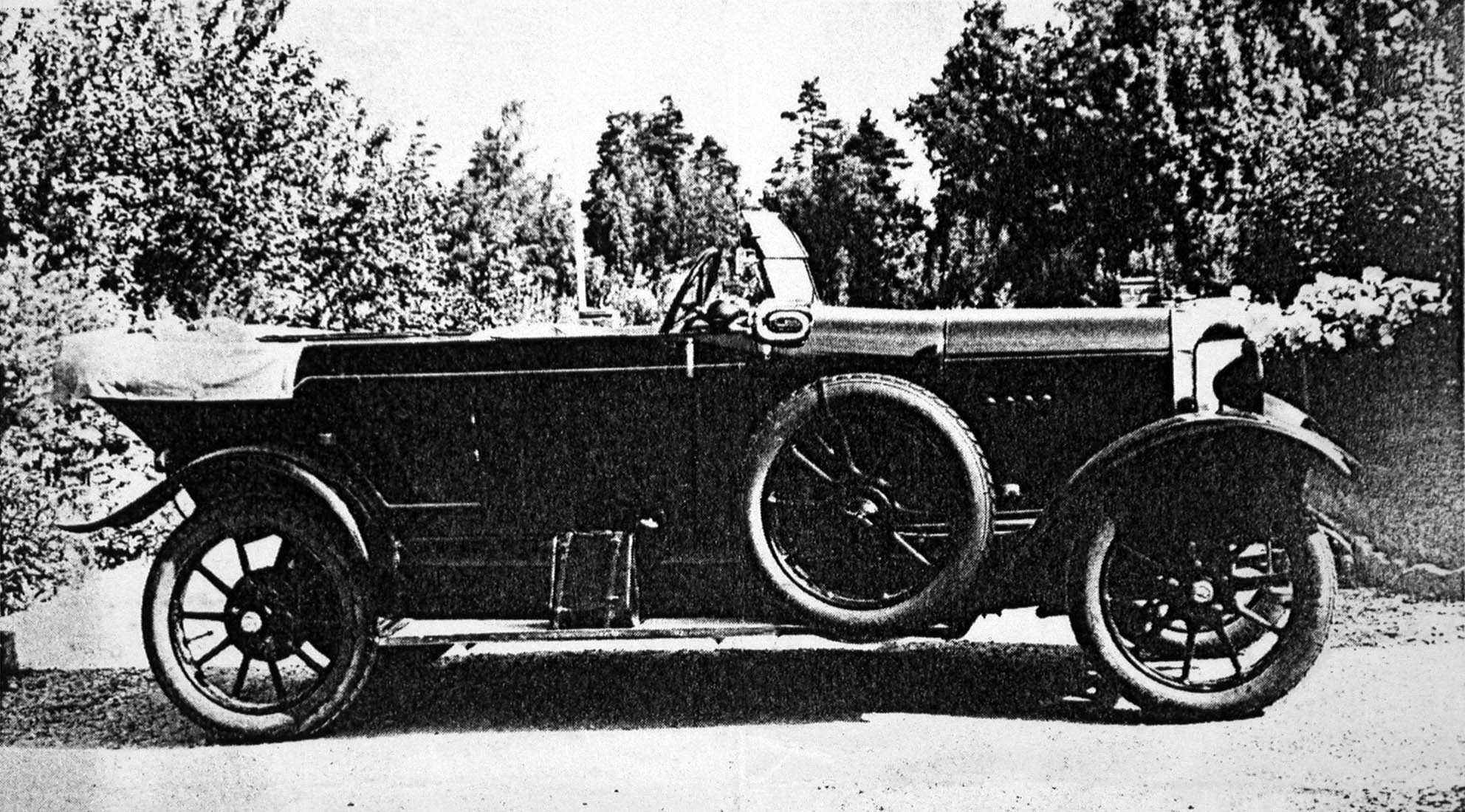
Selve 6/24 PS Serienkarosserie (1921–1923)
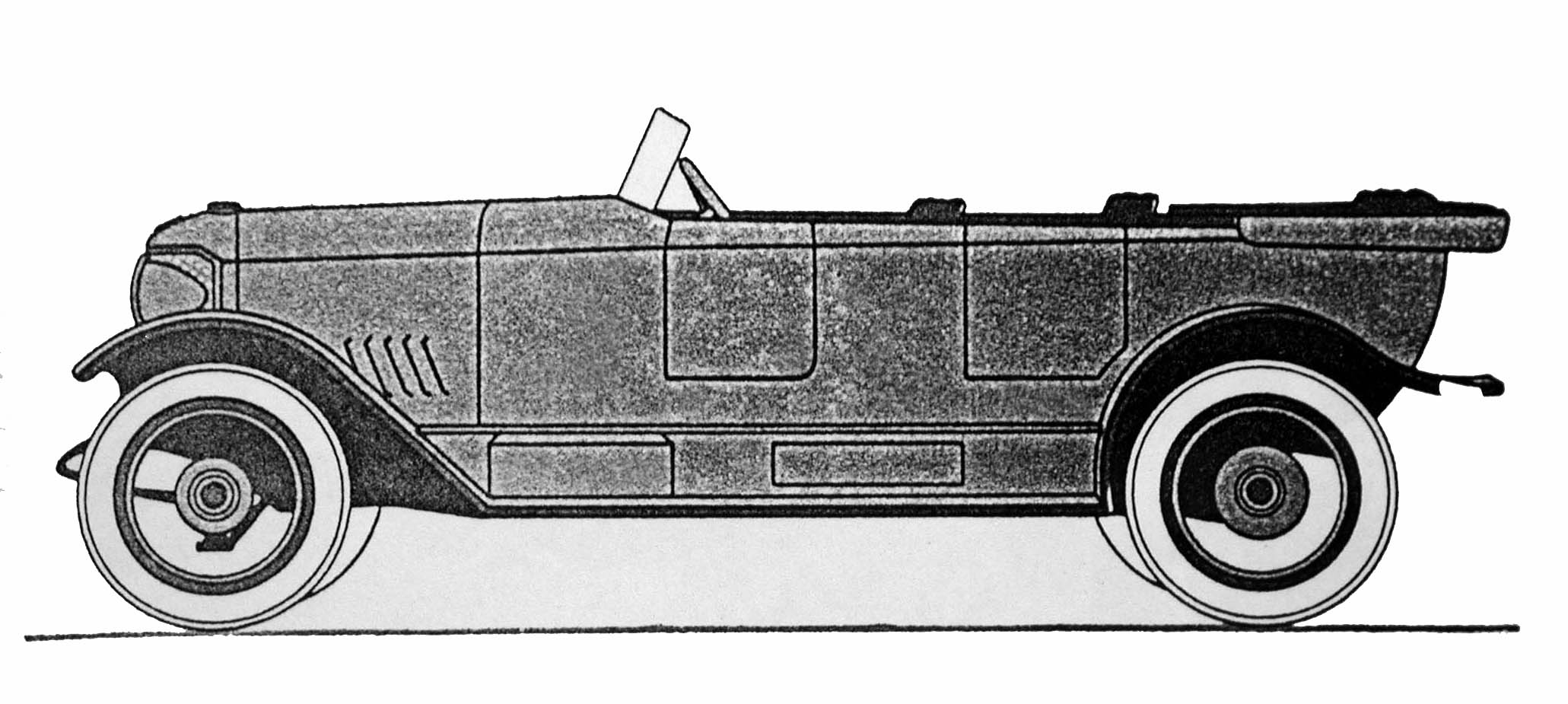
Selve 8/32 PS Serienkarosserie (1922–1925)
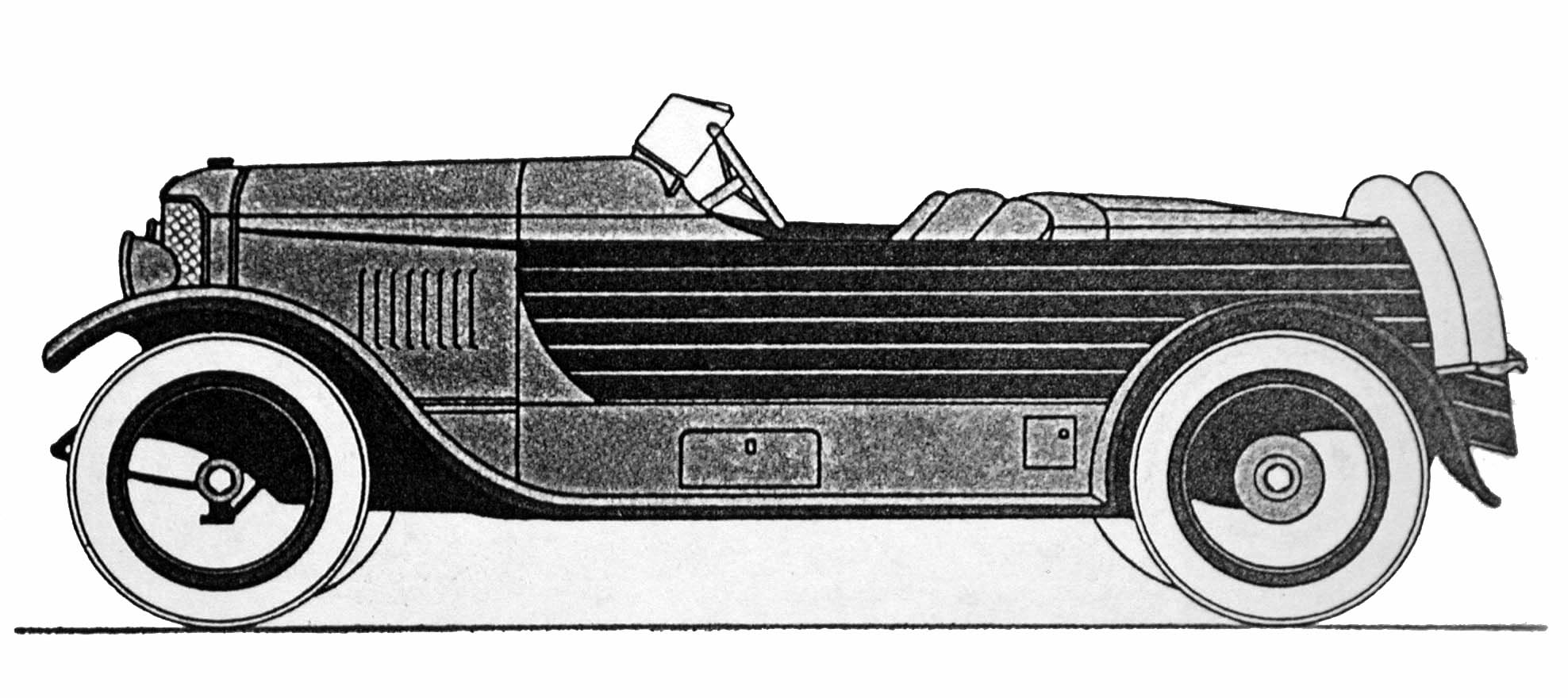
Selve 8/32 PS Karosserie Kruck (1922–1925)
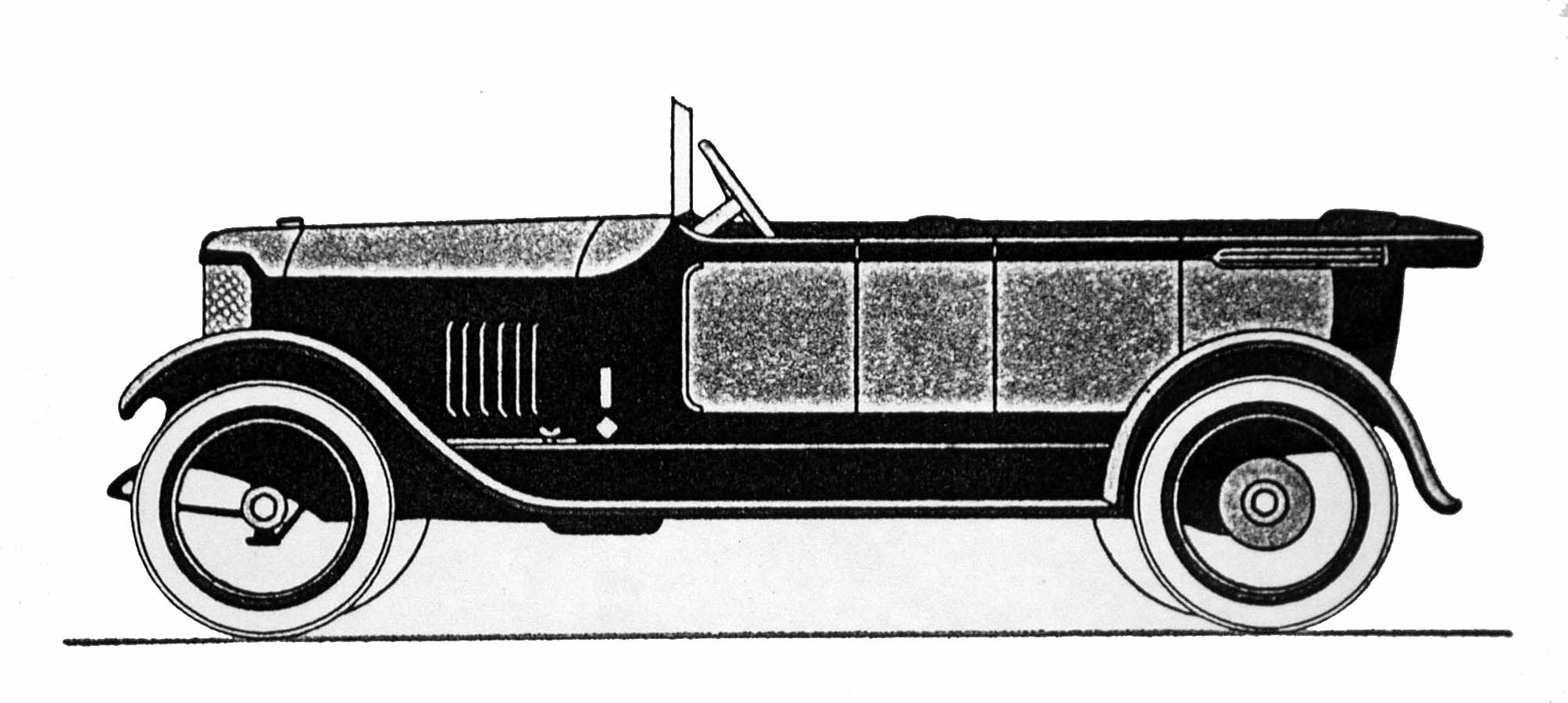
Selve 8/32 PS Karosserie Kellner (1922–1925)
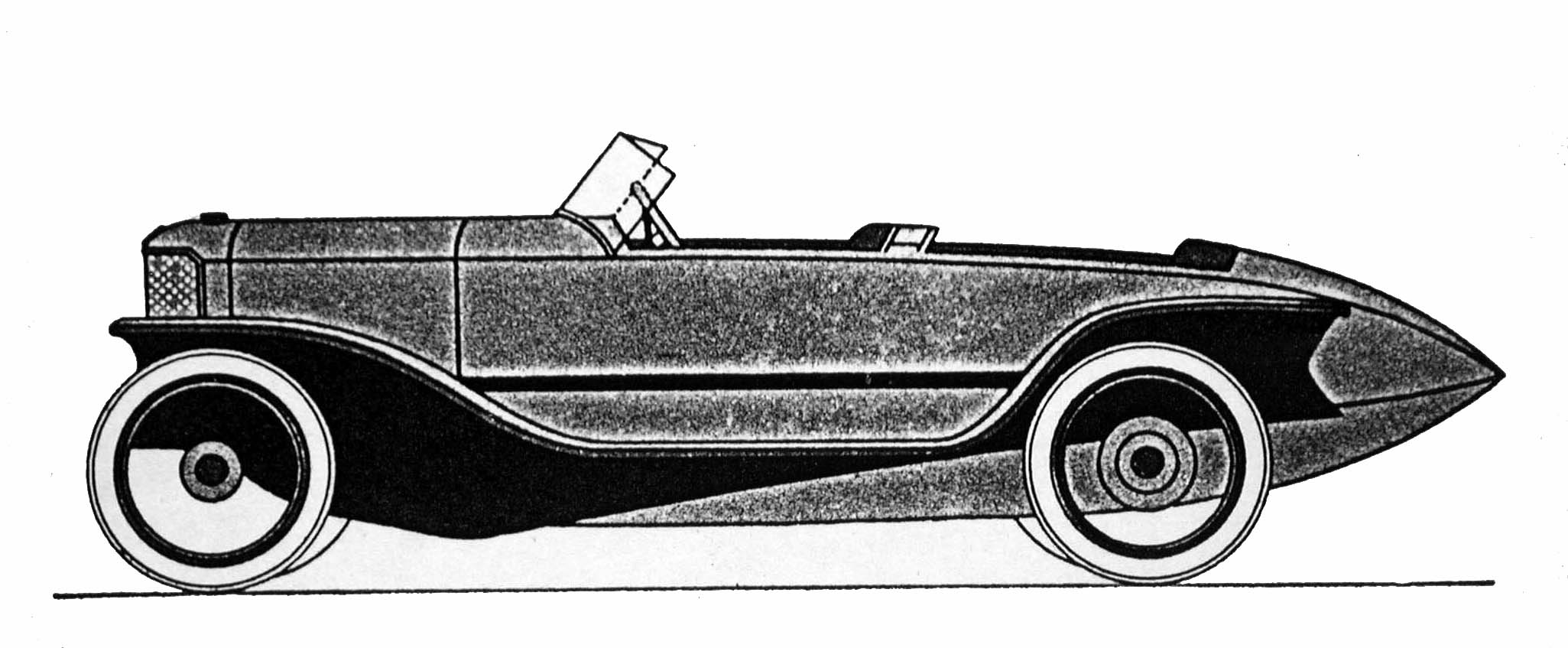
Selve 8/40 PS Sport SL 40 (1923–1925)
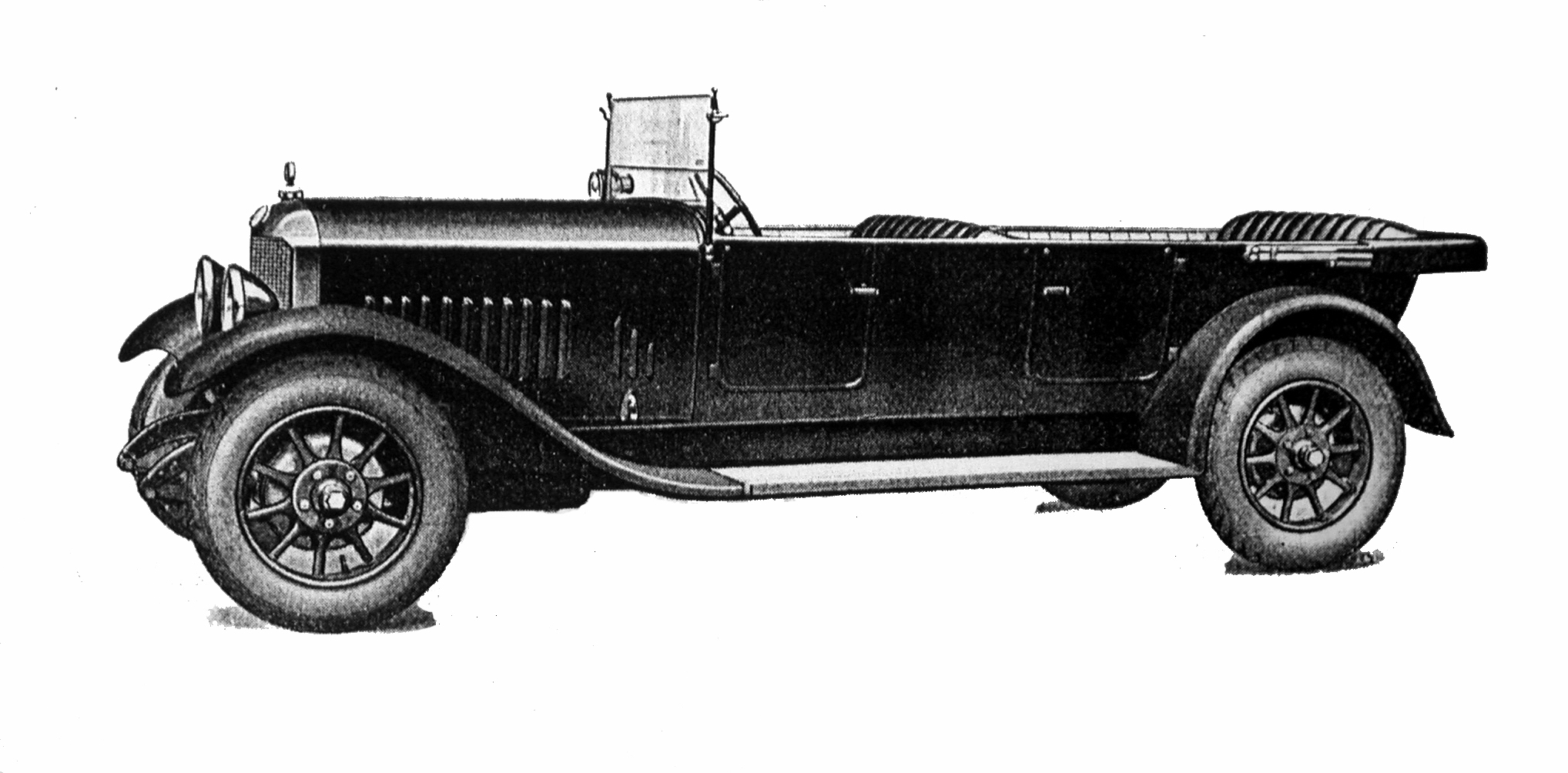
Selve 9/36 PS (1926–1927)
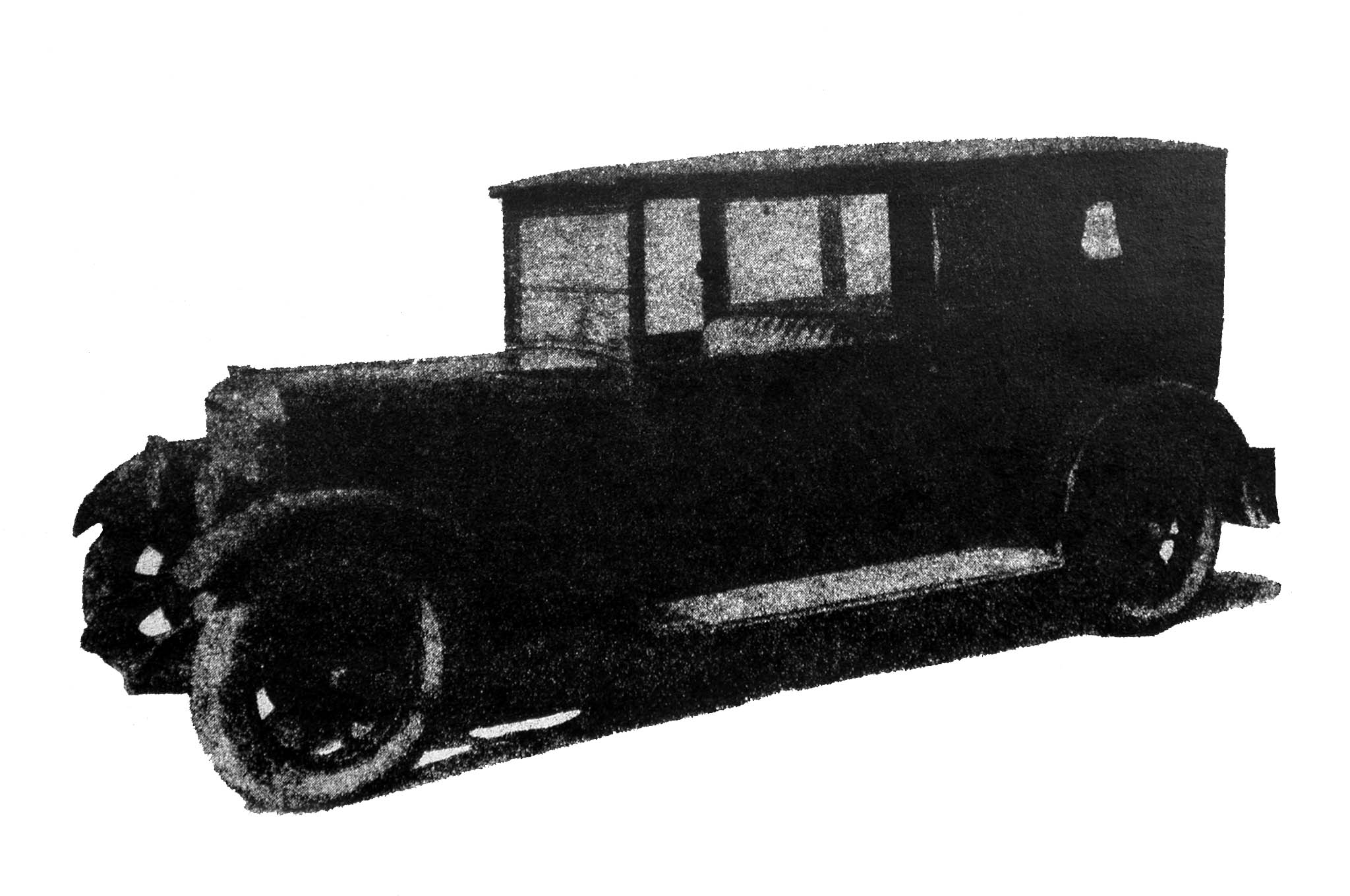
Selve 11/45 PS Limousine (1927)
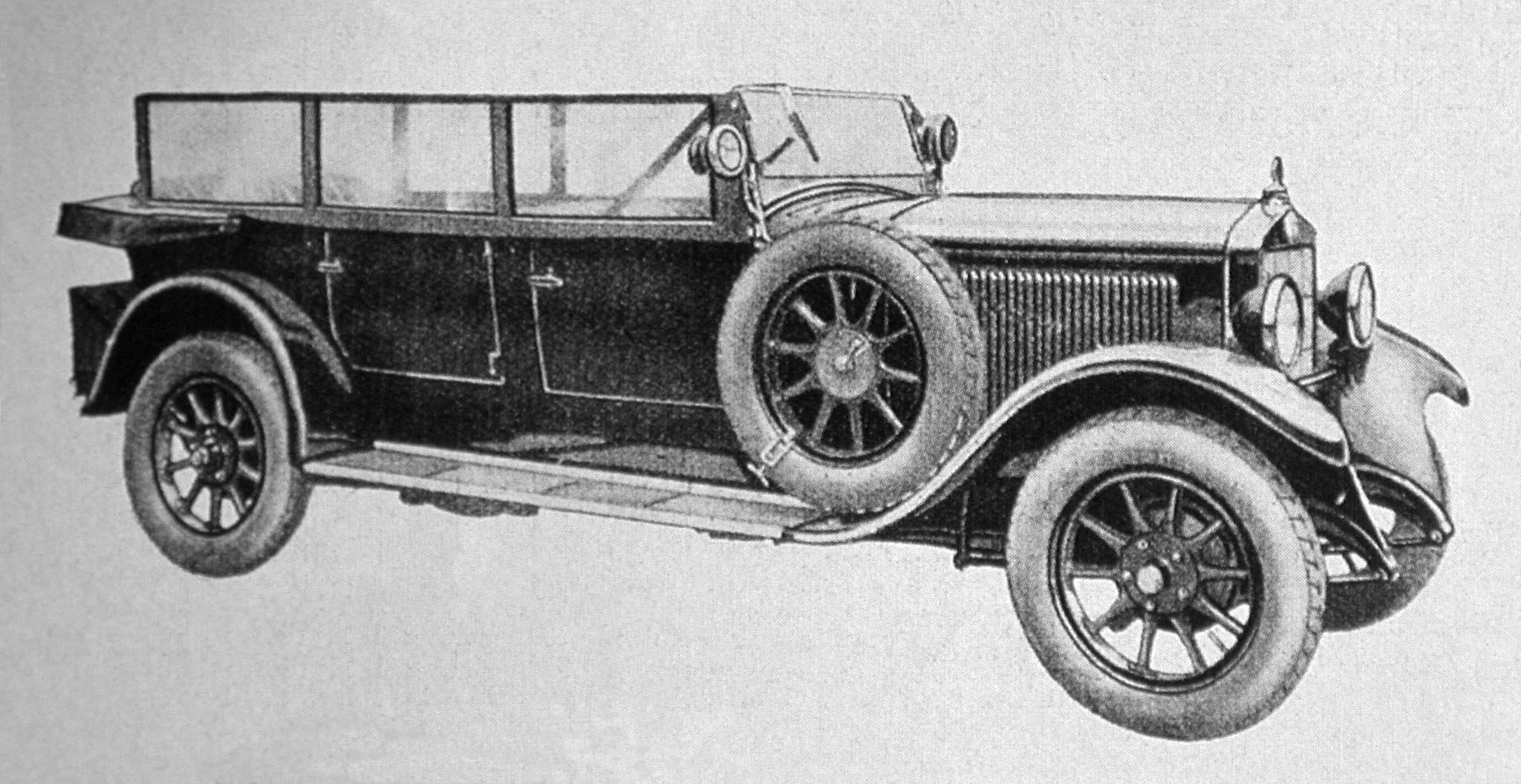
Selve 11/45 PS Phaeton (1927)
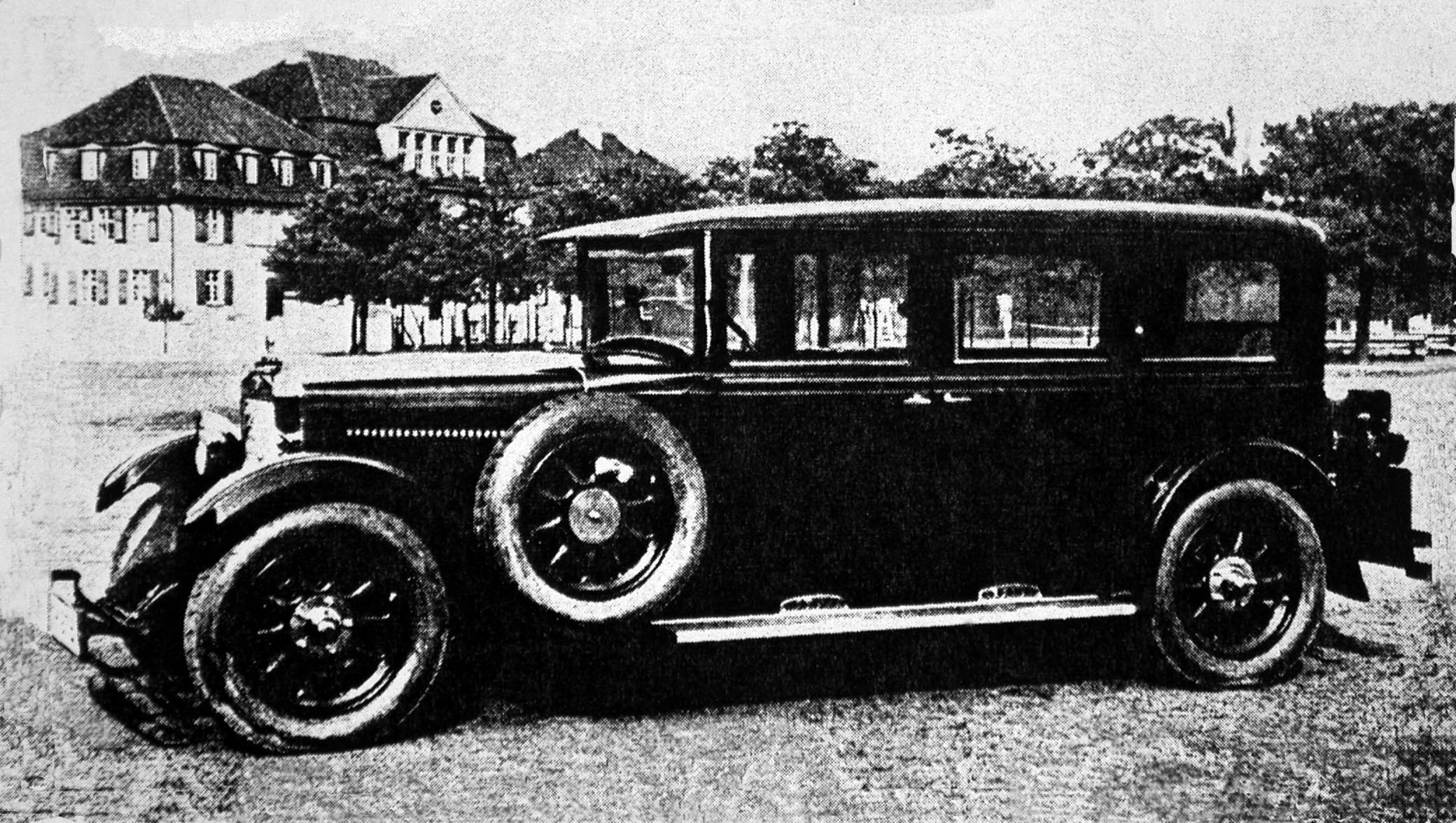
Selve Selecta (1928–1929)
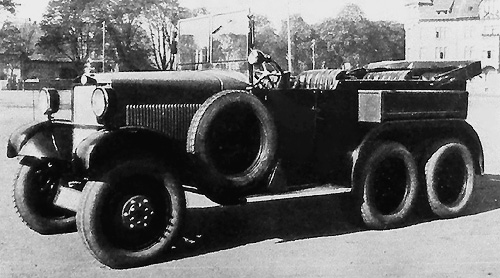
Selve 6x6 / Typ M (1928)